# 中国，强国崛起
中国，强国崛起（法語：Chine, le retour de la grande puissance），這六個中文字被刊登在2017年10月13日的法國報紙《世界报》頭版標題。10月15日，引起了中國媒體大量轉載報導，各個中國社群網站被同系列的圖片迅速洗版。直到有網友發現該《世界报》的頭版標題是標題黨，並發現法語內文是介紹有關中國政府嚴密監控新聞自由、網路審查及打壓人權的問題，中國媒體知情後突然緊急下架有關《世界报》的「中国，强国崛起」新聞。

## 世界报內文
內文大概提及了「中國政府在社會層面加強對社會和治安控制力度」、「中國政府拆解龐大的企業集團，以便更有效的對其進行控制」、「中國網路進入了類似冰河的狀態」、「習近平反對戈爾巴喬夫代表的改革開放理念」及「律師和記者們已經受到打壓」等等。

## 傳播狀況
許多中國媒體都報導了《世界报》的頭版標題，包括中国中央电视台、环球时报、新华社、亚太日报、人民网、大公网、凤凰网、中华网、东方网、人民政协网、網易新闻、新浪新闻及今日头条。另外，台灣媒體《中國時報》與《中央日報網路報》也一同報導。

## 反應
- 《环球时报》發表文章《别美了！虽然法媒头版承认这六个大汉字，但我们千万不要上当！》，認為该文在很大程度上延续西方媒体对中国报道的常态：“中国有很多不足，但的确在发展中；中国有人真心拥戴政府、喜欢民族主义情绪，但也有不少反对的声音。”[25]
- 中国人民大学国际关系学院教授王义桅表示，该文的报道基调偏向负面，尤其提到集权政治、互联网管理等课题时流露出对中国模式的否定，是“以西方价值观对中国的变化进行解读”。王义桅认为，面对恐怖主义、治安、移民潮、法国经济不振等众多问题，法国的矛盾在于，不认可中国“集中力量办大事”的治国方式，同时却羡慕中国近年来快速推行各项改革。[25]
- 中国传媒大学教授许铁兵表示：「西方的媒体仍然偏爱西方的模式，作为参考衡量的基数来评价他者。但是今天，对于欧洲和西方世界的危机，我们看到：西方模式已经表现出它的局限性，甚至某些情况下的低效性。」[26]
- 前中国外交官吴泽献表示：「文章将中国对外政策认定为扩张，对内政策认定为封闭，真是很可笑。……如果中国对外实行扩张主义政策，全世界会有那么多国家参与中国提出的『一带一路』合作吗？如果中国对内实行封闭政策，去年能有1.2亿中国游客到世界各国旅游吗？」[26]